# Cinematografia germană
Industria cinematografică din Germania a apărut la sfârșitul secolului al XIX-lea. Cinematografia germană a adus contribuții tehnice și artistice majore la tehnologia timpurie a filmului, radiodifuziunii și televiziunii. Studioul Babelsberg a devenit un sinonim al industriei cinematografice de la începutul secolului al XX-lea în Europa, similar cu Hollywood-ul mai târziu. Primii regizori și actori germani și vorbitori de limbă germană au contribuit în mare măsură la începutul Hollywood-ului.
Cinematografia germană este o parte importantă a culturii germane și a cinematografiei internaționale. Istoria sa este legată de istoria țării și se caracterizează prin alternarea unor perioade de suișuri și coborâșuri, într-o succesiune de epoci și mișcări distincte.

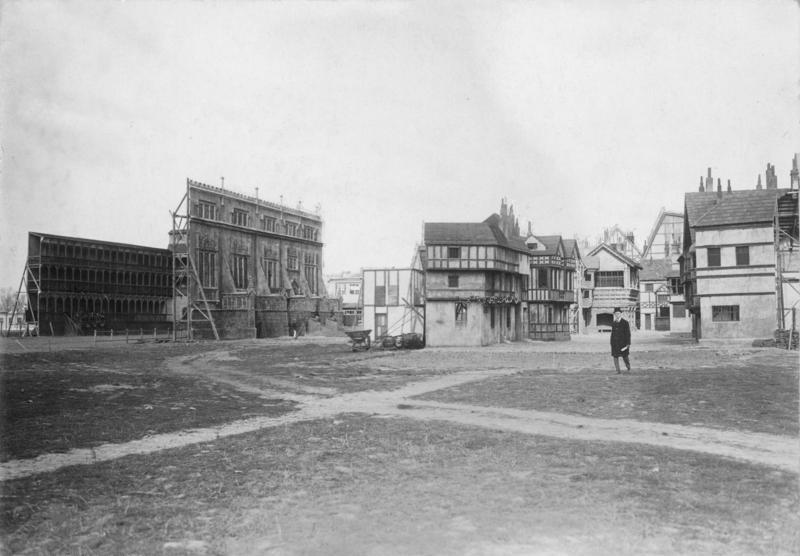
Studiourile de filme UFA în Berlin-Tempelhof, 1920

Cinematografia germană și-a atins apogeul în timpul Republicii de la Weimar, când regizorii germani au produs filme clasice precum Cabinetul doctorului Caligari (1920) al lui Robert Wiener, care a dat tonul esteticii expresioniste, Nosferatu – Simfonia groazei (1921) al lui Friedrich Wilhelm Murnau și Ultimul om (1924) de Friedrich Wilhelm Murnau, Metropolis (1927) și M - Un oraș în căutarea ucigașului (1931) de Fritz Lang, care au avut o mare și de durată influență asupra cinematografiei mondiale.
Ascensiunea la putere a național-socialiștilor (naziștilor) în 1933 a dus la emigrarea a sute de cineaști și la reorganizarea completă a industriei cinematografice, care a fost subordonată dictatului ideologic al NSDAP.
După cel de-Al Doilea Război Mondial, cinematografia din RFG și RDG s-au dezvoltat independent. În RDG, industria filmului a fost naționalizată și s-a unită în jurul studioului DEFA. Cinematografia a stagnat până la sfârșitul anilor 1960, când instituirea unui sistem de subvenții de stat, deschiderea de noi școli de film și acorduri de parteneriat cu televiziunea au dus la apariția unei noi generații de regizori și a unui „nou val cinematograf german”, asociat în primul rând cu numele unor regizori ca Rainer Werner Fassbinder, Volker Schlöndorff, Wim Wenders sau Werner Herzog.
În anii 2000, două filme nominalizate de Germania, Nicăieri în Africa (Nirgendwo in Afrika, 2001) regizat de Caroline Link și Viețile altora (Das Leben der Anderen, 2006) de Florian Henckel von Donnersmarck, au câștigat premiul Oscar pentru cel mai bun film străin.
În fiecare an, în Germania sunt realizate aproximativ 150-160 de lungmetraje, fără filmele de animație și documentare. Cinematografia germană reprezintă aproximativ 30% din distribuția națională de filme. Se organizează o serie de festivaluri de film în Germania, dintre care cel mai faimos și prestigios este Festivalul Internațional de Film de la Berlin, care a fost fondat în 1951. Cele mai importante premii acordate sunt Ursul de Aur și Ursul de Argint.

## Personalități

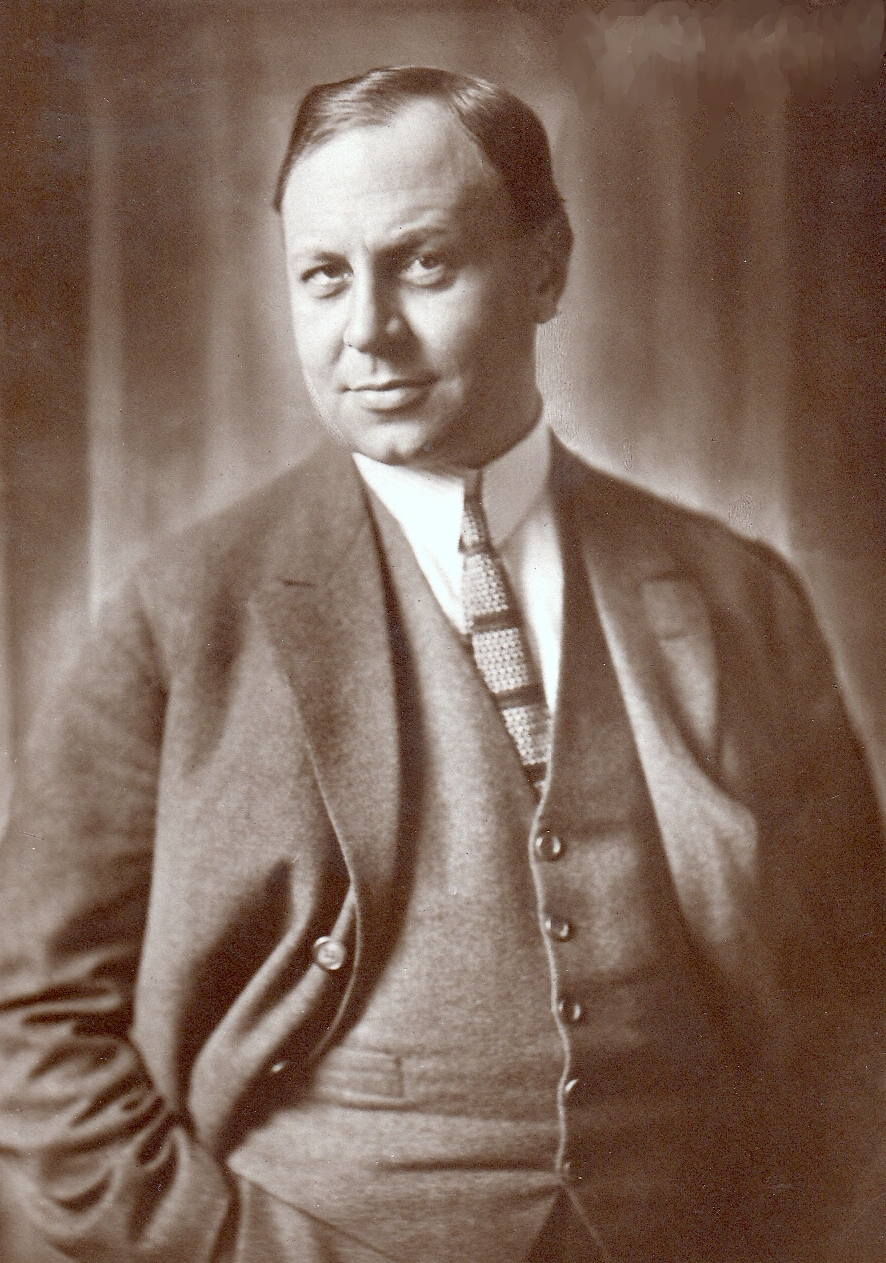
Emil Jannings
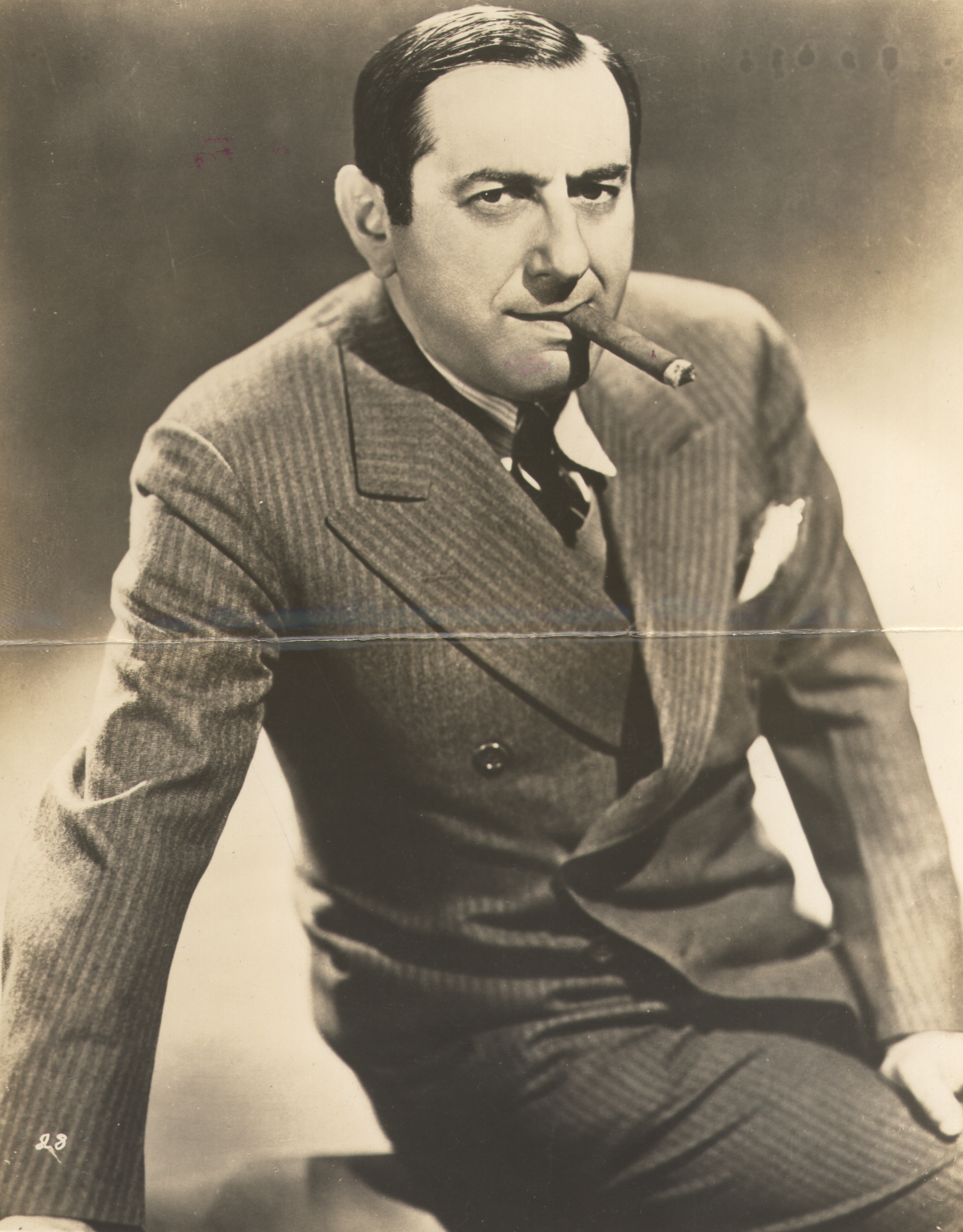
Ernst Lubitsch
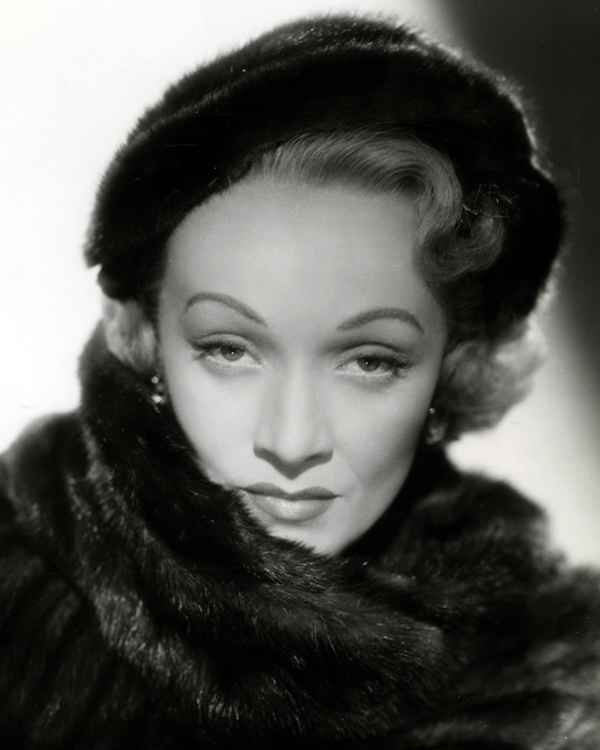
Marlene Dietrich
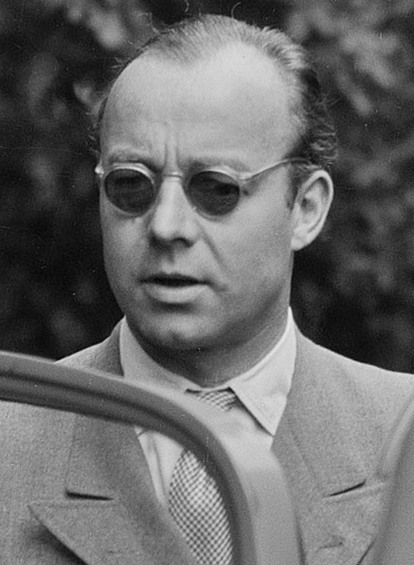
Heinz Rühmann
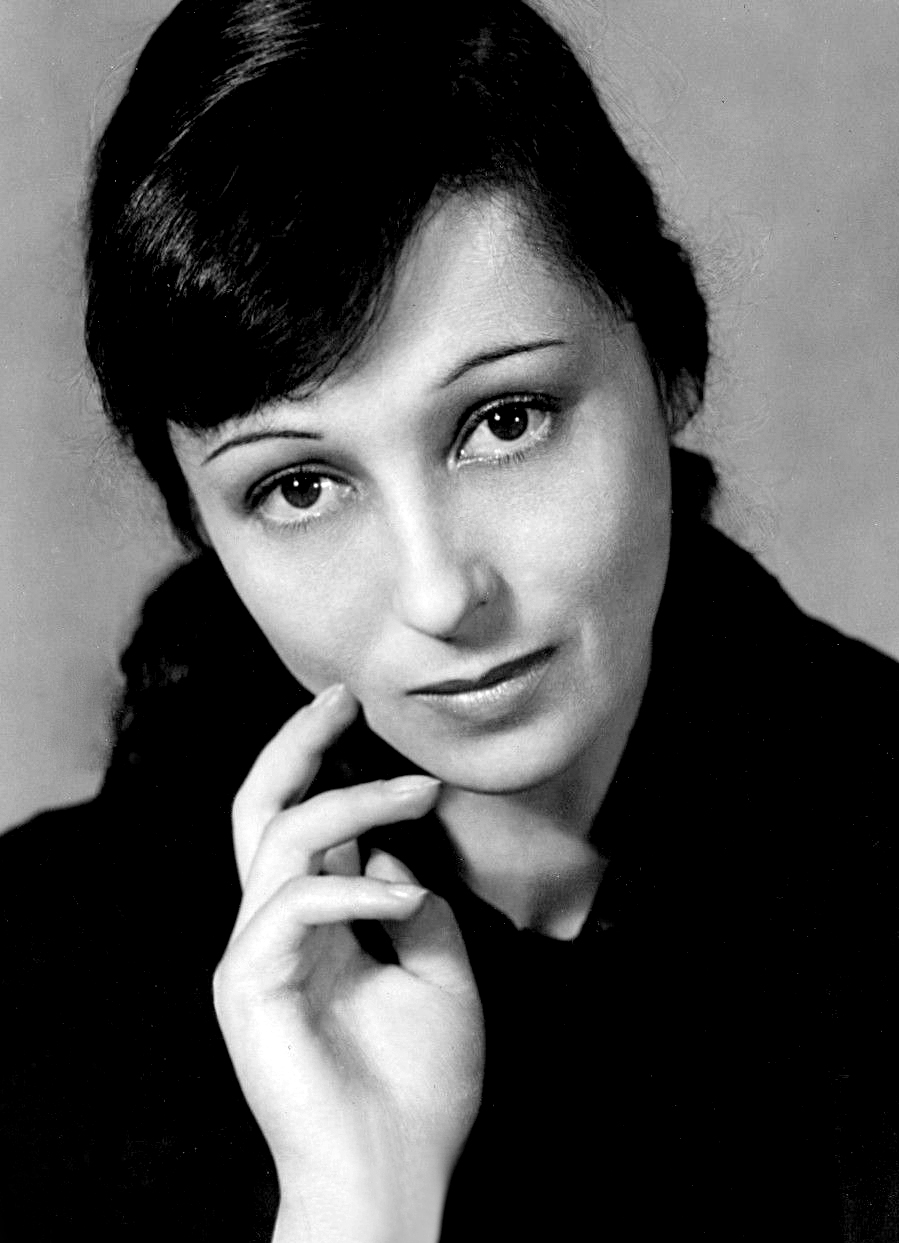
Luise Rainer
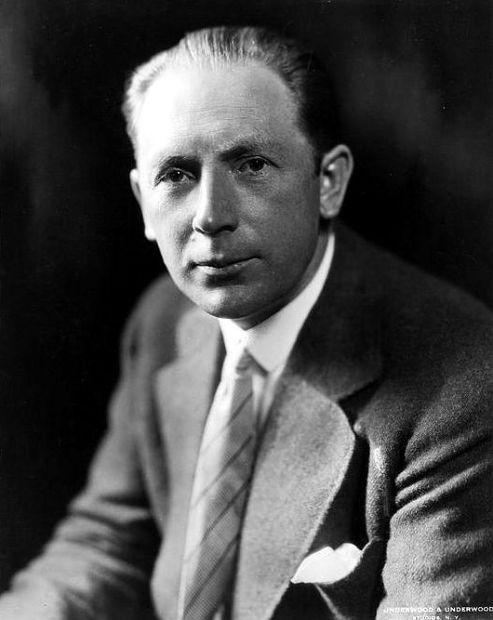
F. W. Murnau
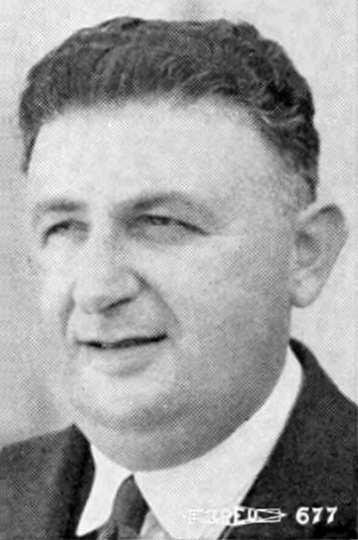
Karl Freund
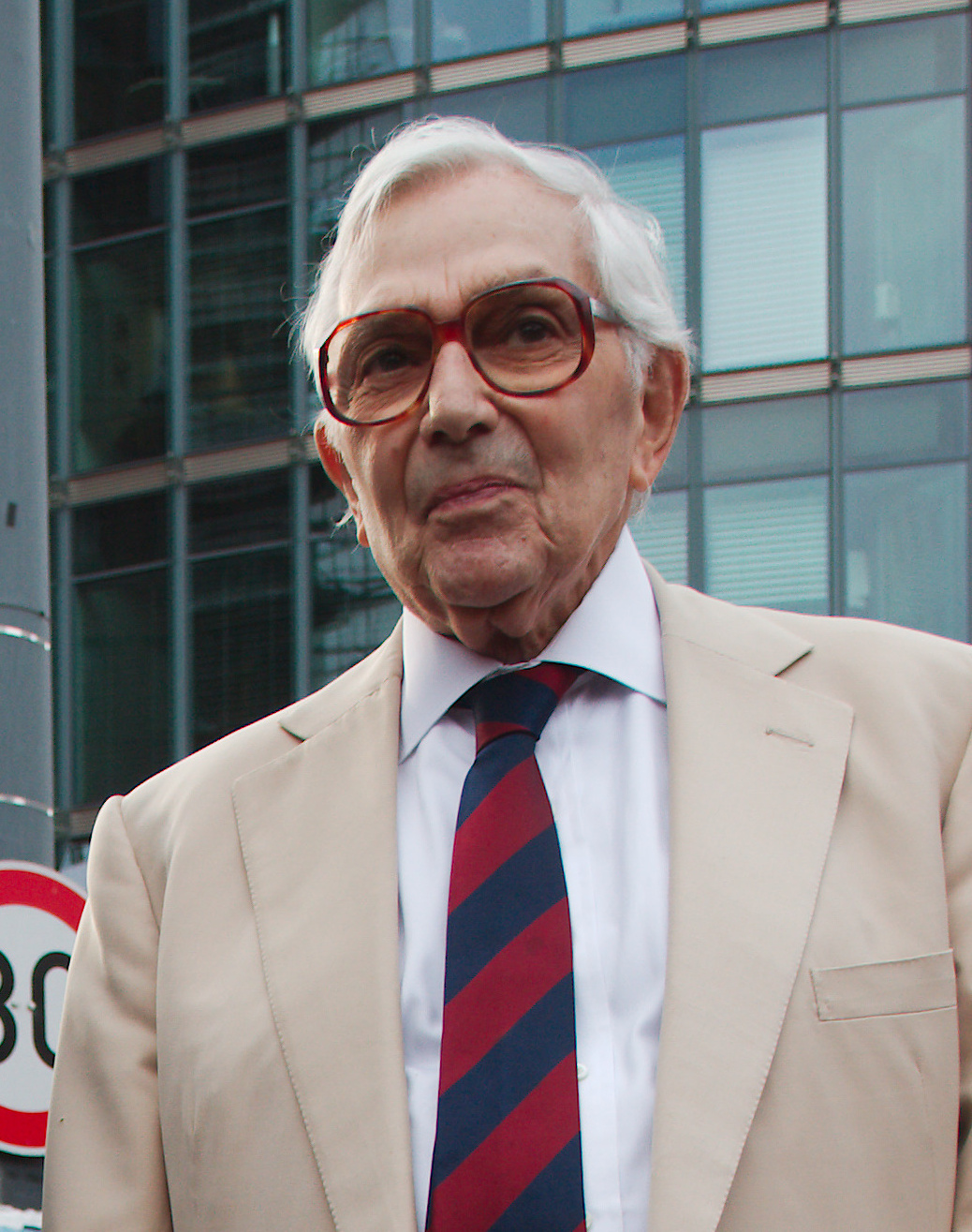
Ken Adam
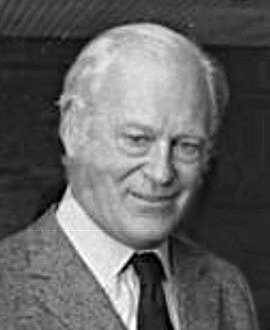
Curd Jürgens
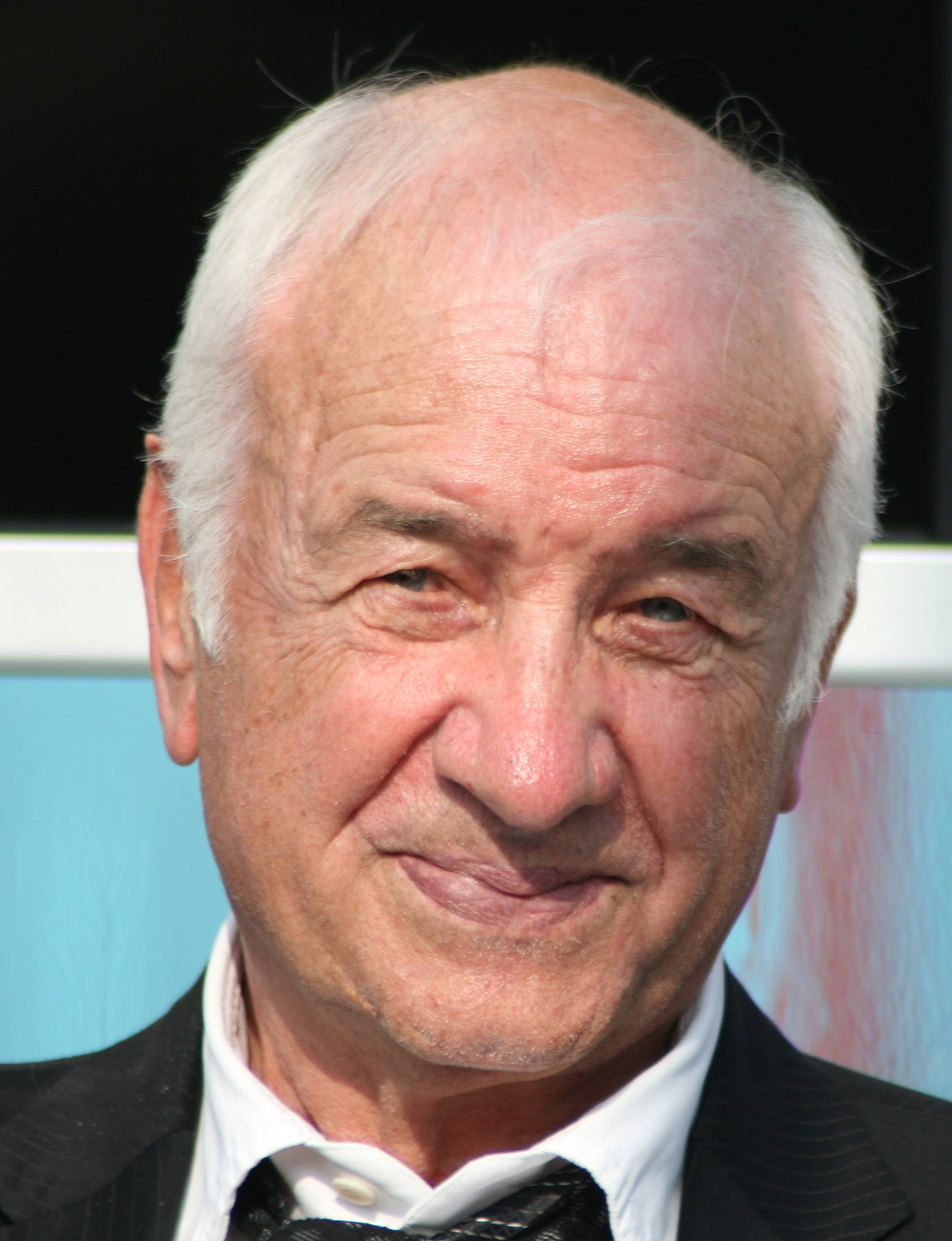
Armin Mueller-Stahl
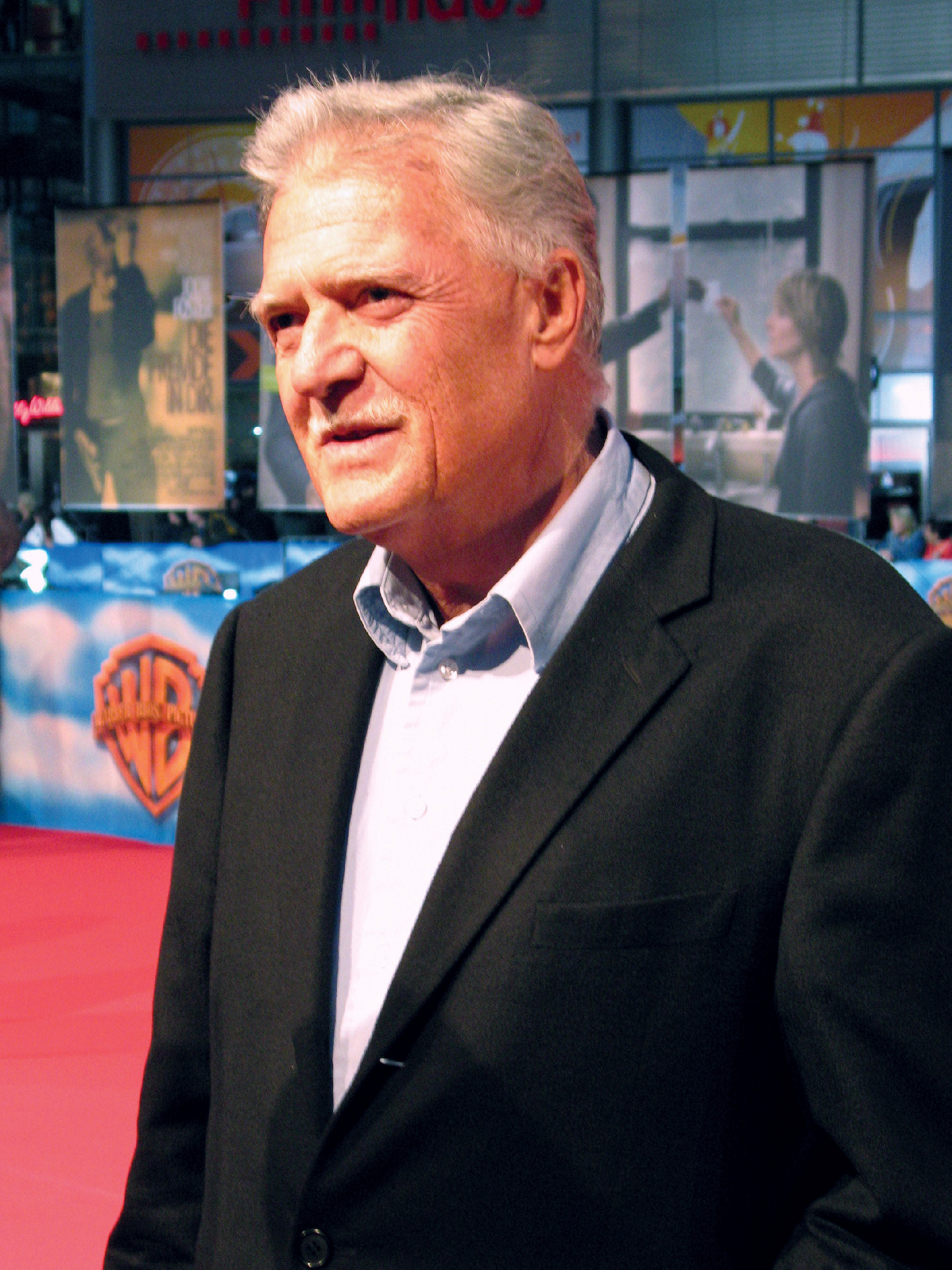
Michael Ballhaus
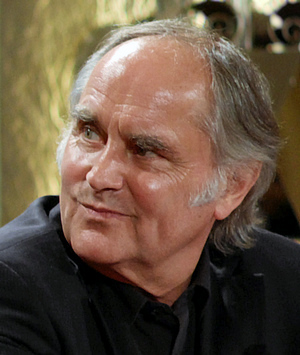
Michael Verhoeven
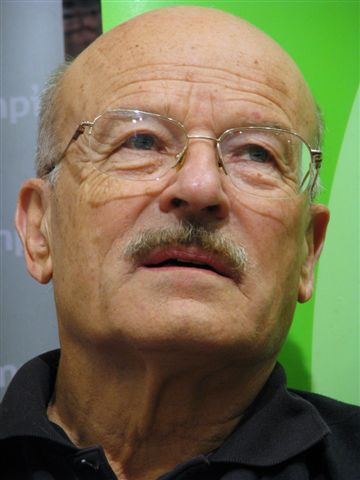
Volker Schloendorff
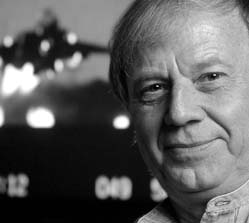
Wolfgang Petersen
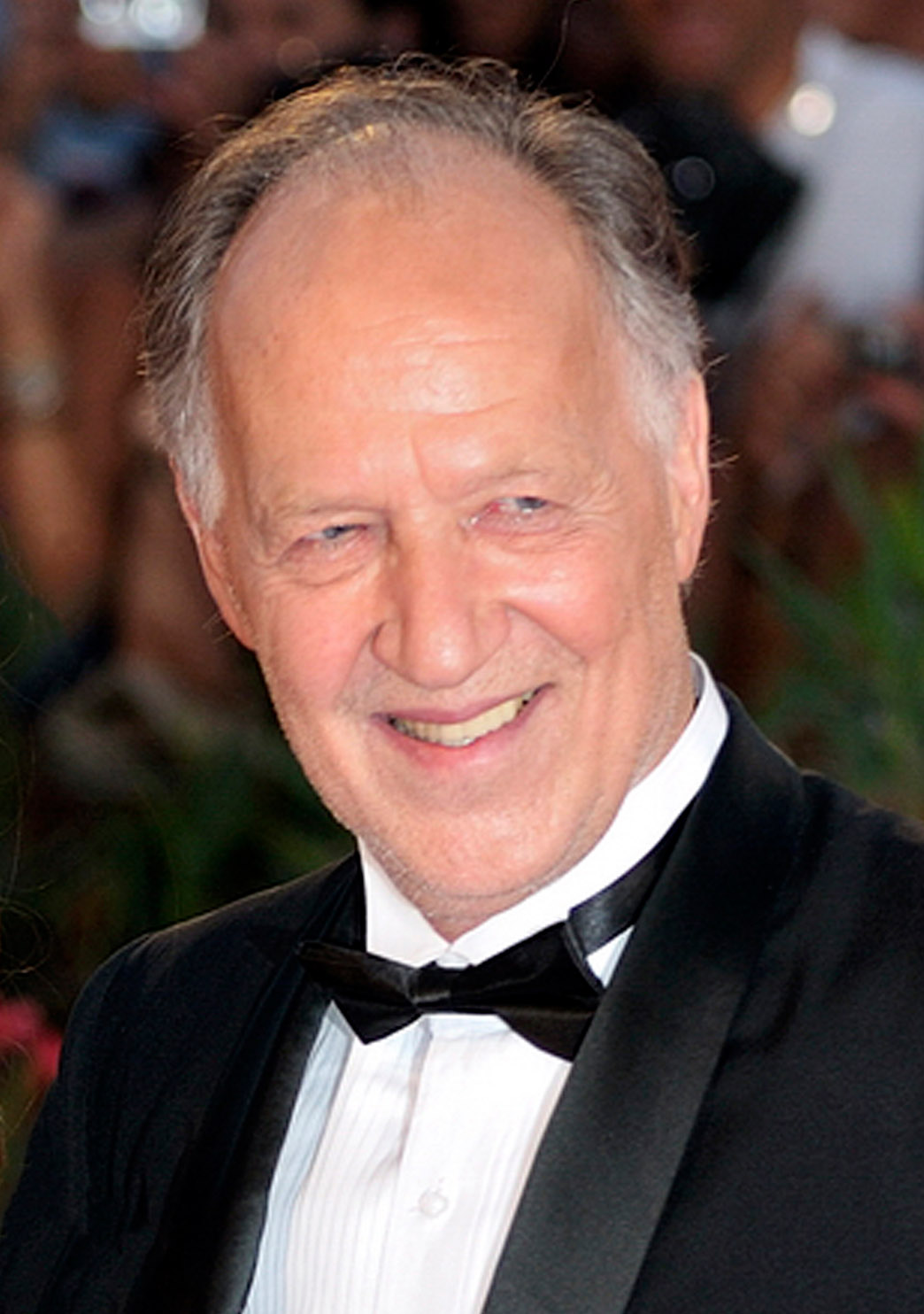
Werner Herzog
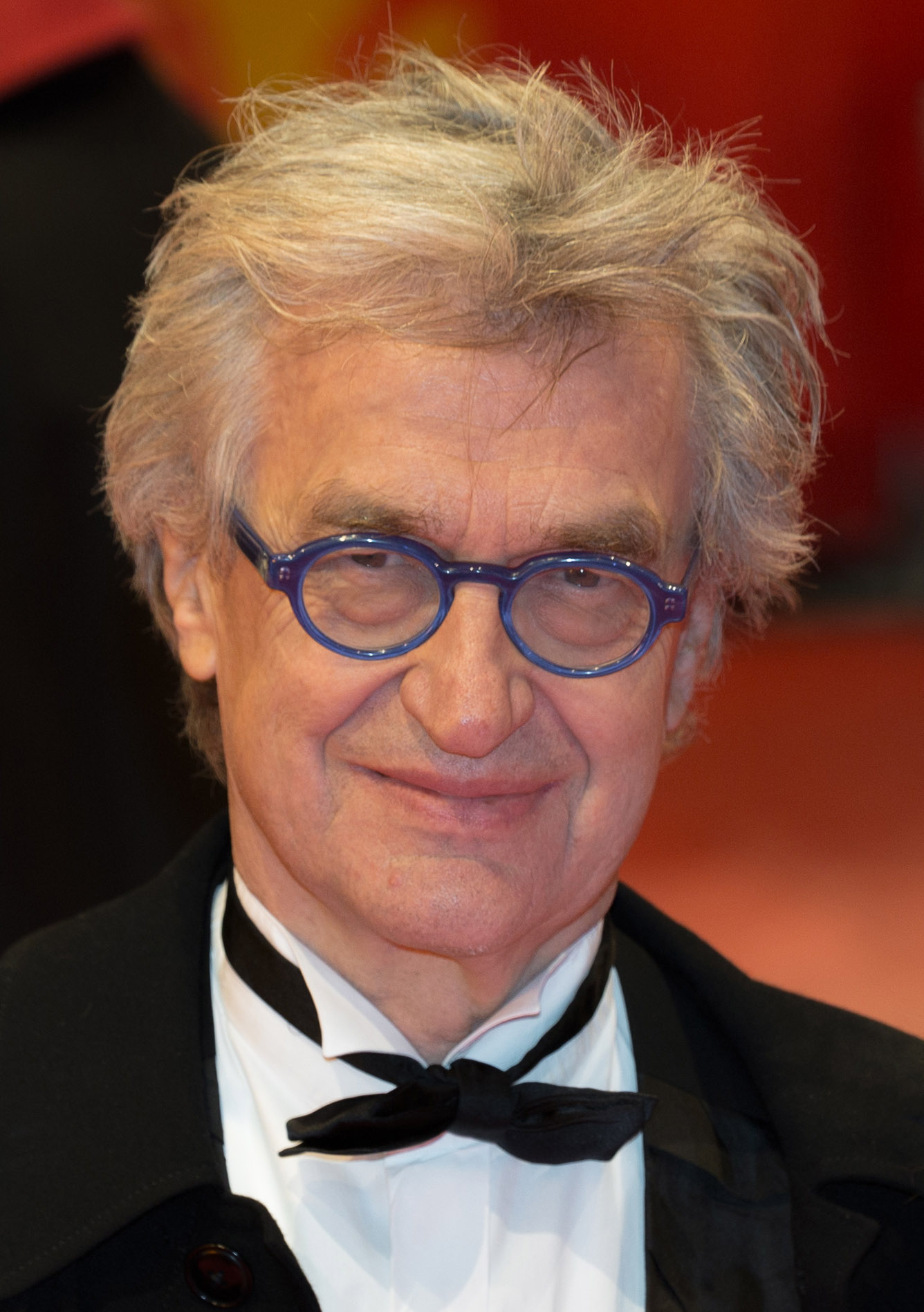
Wim Wenders
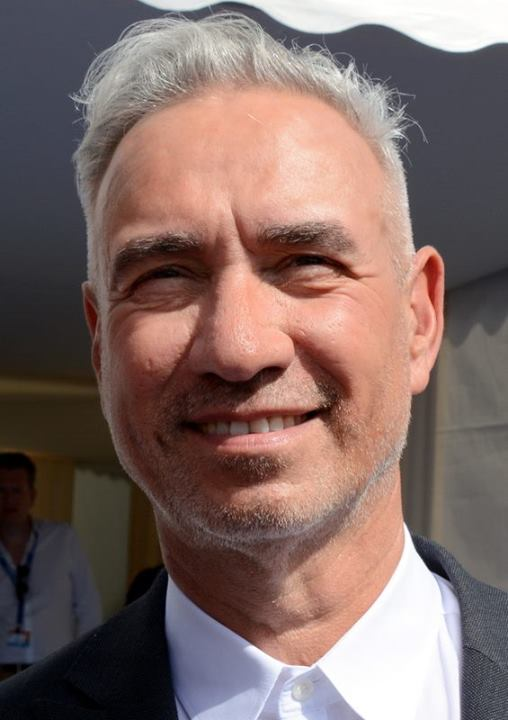
Roland Emmerich
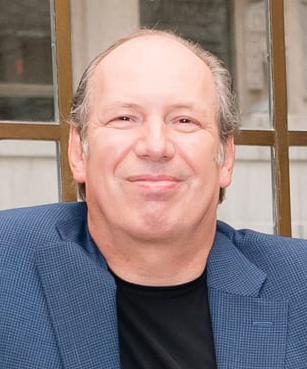
Hans Zimmer
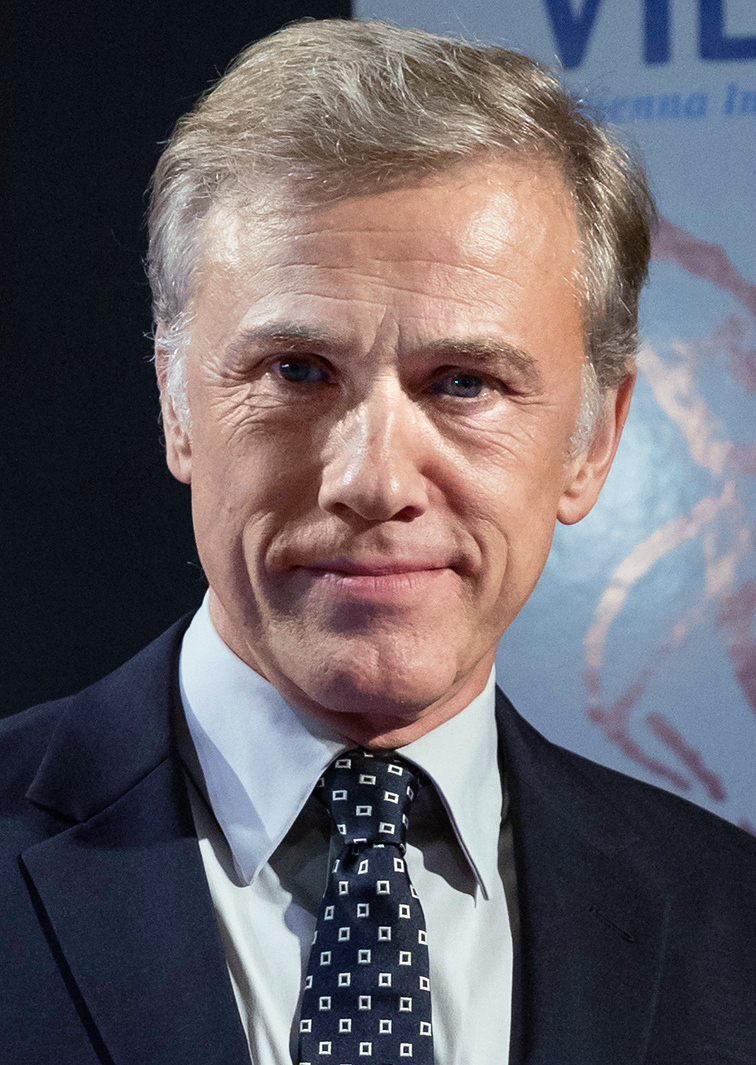
Christoph Waltz
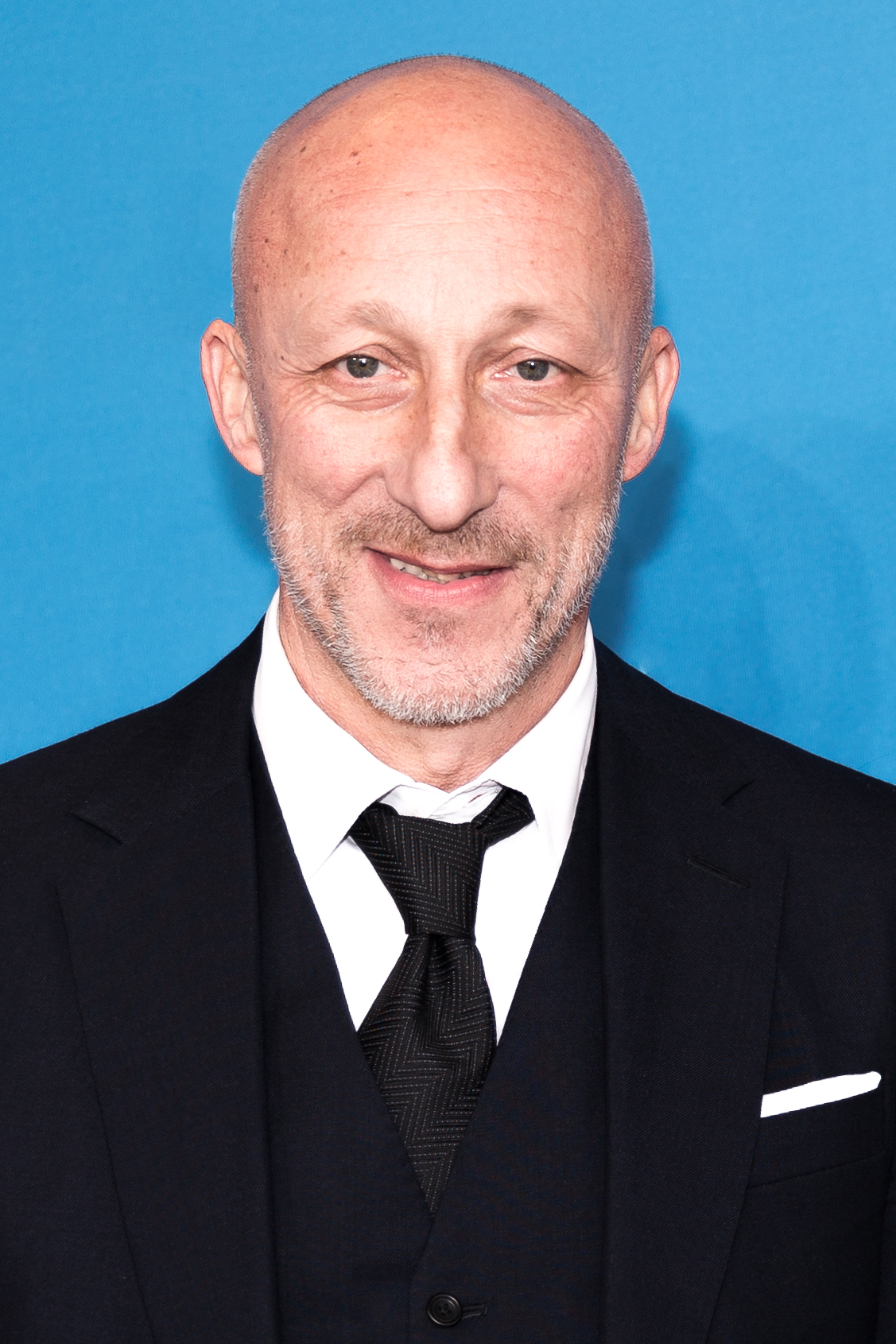
Oliver Hirschbiegel
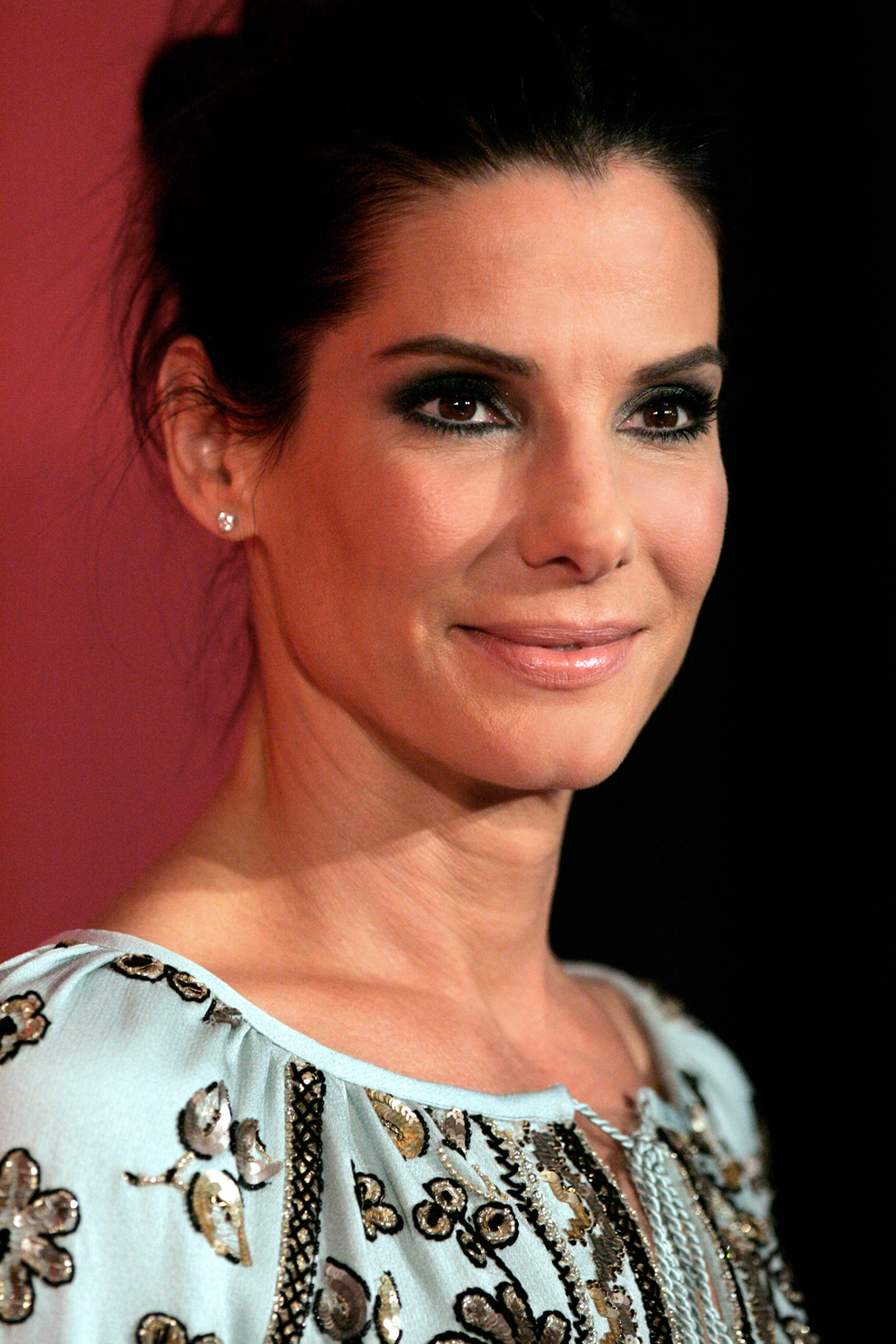
Sandra Bullock
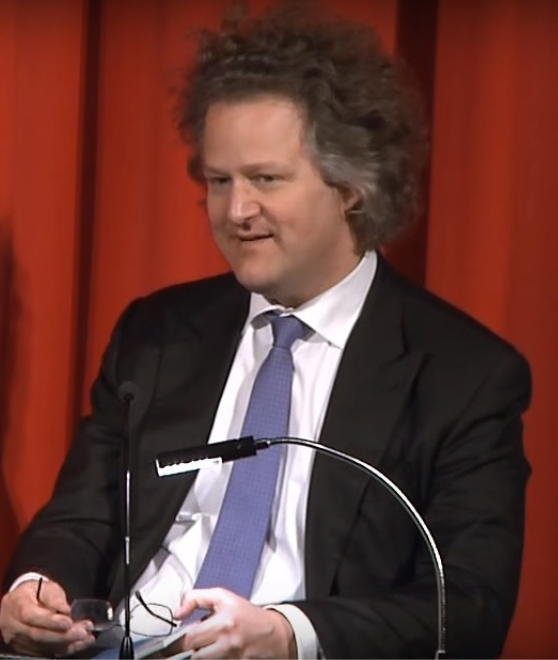
Florian Henckel von Donnersmarck
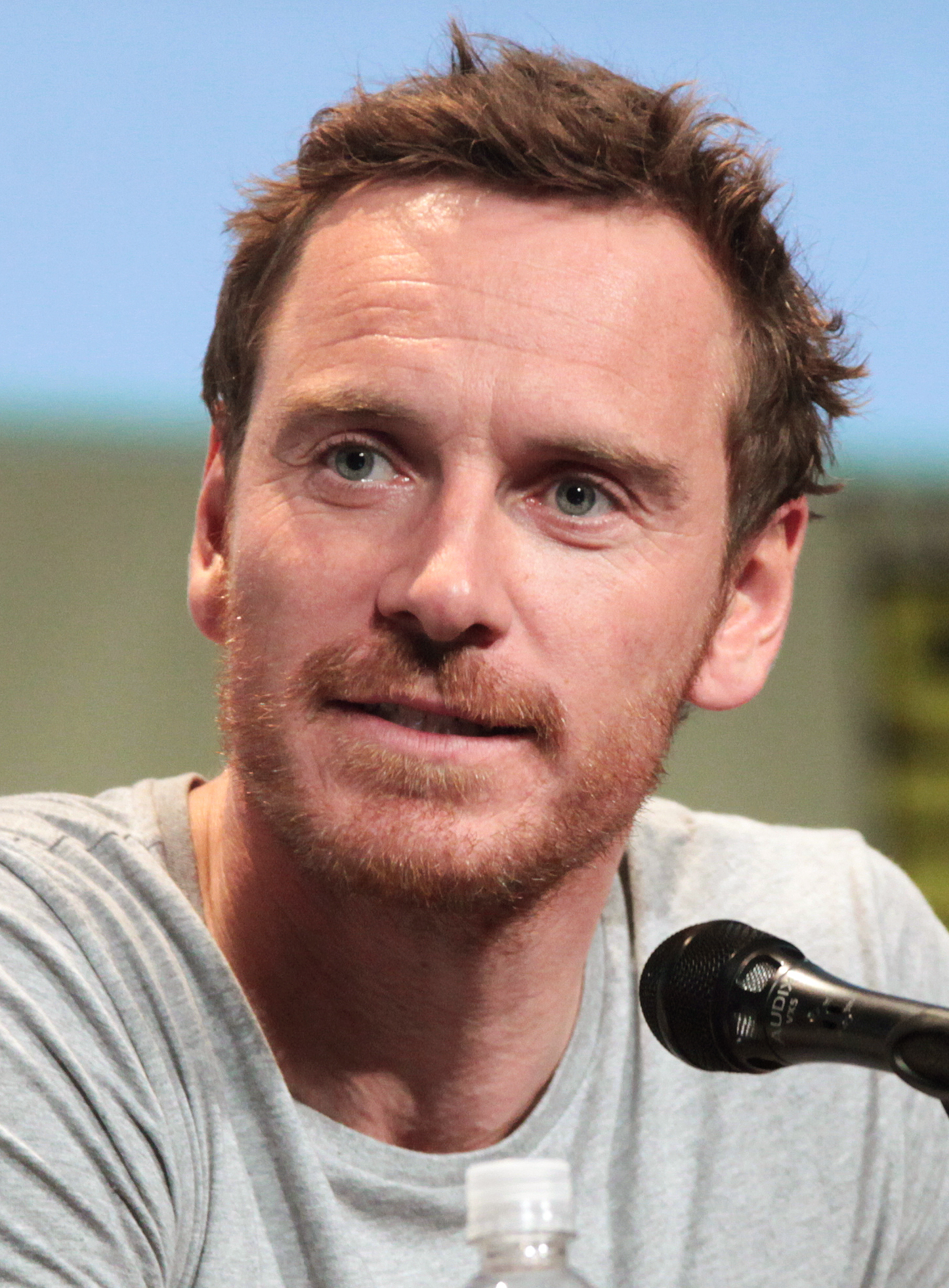
Michael Fassbender
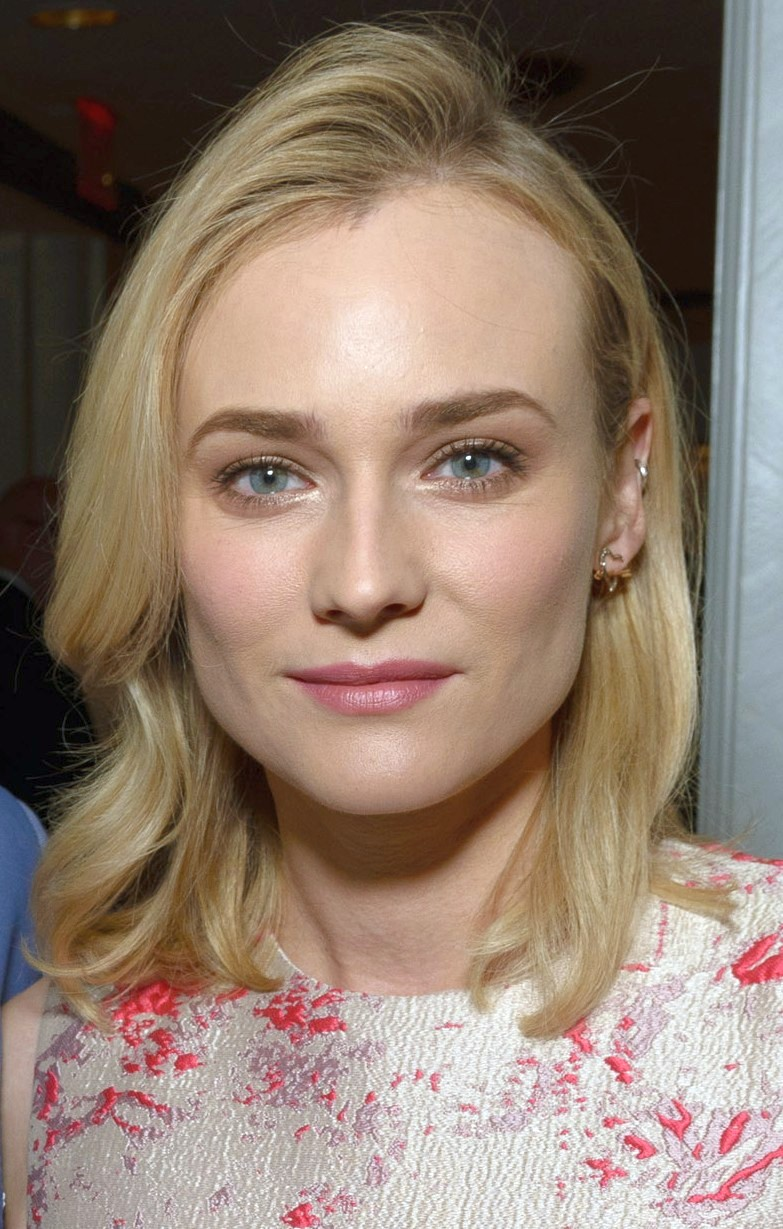
Diane Kruger
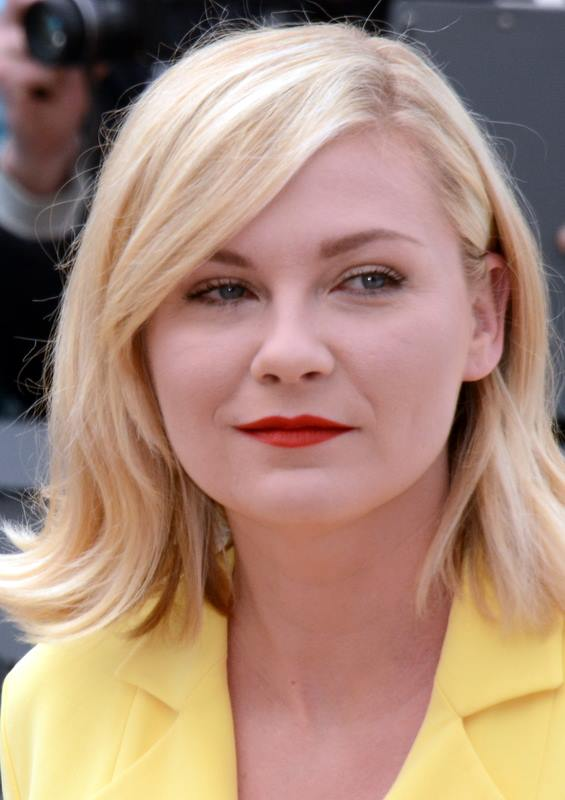
Kirsten Dunst